# Antedon detonna
Antedon detonna is een haarster uit de familie Antedonidae.
De wetenschappelijke naam van de soort werd in 1977 gepubliceerd door Donald George McKnight.